# Trevor
Trevor (gal·lès: Trefor) és un poble de Wrexham (fins al 1974 a Denbighshire) de Gal·lès. Està situat a la vall de Llangollen, en la carretera A539 entre Llangollen i Wrexham, i pertany a la Comunitat de Llangollen Rural.
El seu nom és una versió anglicitzada del topònim gal·lès Trefor, que significa «poble gran». Era un dels antics municipis de la parròquia de Llangollen, i donà nom a una poderosa família terratinent que tenia una residència ancestral al municipi. De la mateixa manera, més tard donà nom al poblament industrial que conformarà el poble modern. Igual que el poble veí Froncysyllte, Trevor està format en gran part per casetes de camp dels segles XIX i xx pels treballadors de les indústries tradicionals de l'àrea (pedreres de calcària i fabricació de maons. Tot i que aquestes indústries ara han desaparegut a l'àrea li ha quedat un ric llegat d'arqueologia industrial.
Trevor dona al Canal de Llangollen a l'extrem nord de l'aqüeducte de Pontcysyllte, on hi ha la dàrsena de Trevor. Fins al 1965 el poble tenia una estació de ferrocarril de la línia de Ruabon a Barmouth, ara tancada.
Tanmateix hi ha la previsió d'estendre la línia del tren històric de Llangollen Railway cap a l'est fins a Ruabon (un cop s'hagi completat l'extensió cap a Corwen). Aquesta prolongació de la línia passaria pel poble de Trevor i podria incloure la reconstrucció i restauració de l'antiga estació de tren.
El sender de la Muralla d'Offa travessa el poble de Trevor.
Un altre lloc d'interès és la mansió Trevor Hall, classificada amb el Grau I (edifici d'interès excepcional).